# Jesús Díaz de León
Jesús Díaz de León (Aguascalientes, Aguascalientes, 1 de noviembre de 1851 - Ciudad de México, 26 de mayo de 1919) fue un médico, político, historiador, traductor, catedrático, antropólogo, etnólogo, filólogo, lingüista y académico mexicano.

## Semblanza biográfica
Fue hijo adoptivo del doctor Rafael Díaz de León y de la señora Dominga Ávila. Realizó sus primeros estudios en su ciudad natal donde aprendió a leer y escribir, ortografía, aritmética, urbanidad, catecismo y otras, en un ambiente familiar tradicional de la época, católico y rico en educación y cultura, y completó sus estudios medios en el Instituto de Zacatecas. Viajó a Guadalajara para ingresar al Seminario Diocesano de Guadalajara y al Liceo de Varones. Obtuvo el título de médico en 1876 en la Universidad de Guadalajara. Regresó a Aguascalientes para ejercer su profesión, sin embargo se interesó por muchos otros temas, como la historia, la lingüística, la agricultura y la psicología.  
Catedrático en el Instituto de Ciencias del Estado de Aguascalientes y fue maestro fundador del Liceo de Niñas en 1878. En 1884, fundó el periódico de difusión de ciencias físicas y naturales El Instructor, el cual se publicó hasta 1907.
Como político, fue gobernador interino de Aguascalientes de octubre a noviembre de 1891 y constitucional interino nuevamente de diciembre de 1891 a diciembre de 1893. Fungió como diputado propietario en el congreso local de 1877-1879, 1889-1891, 1891-1893 y 1901-1903, y como diputado suplente en los períodos 1885-1887 y 1887-1889. Así también se desempeñó como diputado federal propietario en 1880-1882 y suplente en ocho períodos del año 1886 a 1910. 
Se trasladó a vivir a la Ciudad de México, en donde impartió cátedra de latín y griego en la Escuela Nacional Preparatoria y en la Escuela Nacional de Altos Estudios donde fue profesor de Filología de 1913 a 1918 y de Lengua griega en este último año. Recibió el grado de doctor ex oficio por parte de la Universidad Nacional de México en 1910. Fue director del Museo Zoológico de Tacubaya y del Museo de Historia Natural. Fue elegido miembro correspondiente de la Academia Mexicana de la Lengua. Murió el 26 de mayo de 1919 en la Ciudad de México.

## Reconocimientos
1. Socio representante de la Biblioteca popular de Vairano Patenora. Provincia de Caserta, Italia.
           2. Académico Honorario, con Cruz de primera clase, de la Academia Universal Unión, de Roma, Italia.
           3. Vicepresidente Honorario, representante en Aguascalientes, de la Sociedad Internacional de Emulación de Nápoles. Esta Sociedad le envió un Diploma de honor, con Medalla de oro de 1.ª. Clase, por su obra Ensayos etimológicos, promoviéndole al grado de Presidente honorario.
           4. Caballero de Honor del “Aerópago de los Condecorados de todas las naciones” de Roma, Italia, quien le otorgara Diploma y Medalla de 1.ª. Clase por su obra “El Cantar de los Cantares” versión analítica del hebreo al español y versión libre al inglés, francés, alemán, griego, italiano y latín.
           5. Socio correspondiente de la “Asociación de Beneméritos Italianos de Palermo”, con medalla de oro de segunda clase por sus méritos científicos y literarios.
           6. Presidente Honorario y Perpetuo Representante Delegado del Círculo Promotor Partenópeo Giambattista Vico de Nápoles, con Medalla de primera clase, en abril de 1886, y Socio promotor con Gran Medalla de Honor (Sección de Ciencia) en septiembre del mismo año.
           7. Socio Promotor Benemérito de la instrucción popular de la “Escuela Dantesca Napolitana” con Medalla de honor, en Nápoles.
           8. Gran Oficial delegado general de la Cruz Roja de Francia en 1886, y Gran Oficial de Honor de la misma en 1887.
           9. Miembro Honorario de la “Sociedad promotora de la Vacuna” de Palermo, Italia.
           10. Socio Benemérito Fundador, de la Asociación filantrópica italiana Nicolo Tommasseo, de propaganda para la instrucción y educación del pueblo de Palermo, Italia.
           11. Delegado General, representante de la Sociedad “Unión operaria Humberto I” de Nápoles, Italia; Caballero, (primera clase) de los Caballeros Salvadores Alpes Marítimos de Niza, en Niza, y delegado de la misma sociedad.
           12. Miembro efectivo de la “Sociedad Médica-Austríaca de la Rosa Blanca”, de Viena y que le otorgara Medalla de Plata de 1.ª Clase por su obra “El cerebro y sus funciones”.
           13. Gran Oficial del Instituto Académico Humberto I, de Liornia, Italia.
           14. Publicista de la Gran Academia Letrana, en Arezzo, Italia.
           15. Miembro de la Real Sociedad de Ciencias Exactas, Físicas y Naturales de Madrid, España. En esta Sociedad presentó su trabajo: La edad de los ammonites en el suelo de Asientos.
           16. Presidente Honorario de la Academia Dante Alighieri de Catania.
           17. Presidente Honorario de la Academia “La Nuova Italia”, de Polonia.
           18. Gran Oficial de Honor de la Orden de Caballeros de St. Sauveur de Mont-Réal, de Lyon.
           19. Caballero de Honor de la Orden Real y Humanitaria de Melusina, de París, Francia.
           20. Académico y Delegado general de la “Estrella del Mérito Sourindro Moheun Tagore”, de Calcuta, Indostán, y Medalla de 1.ª Clase y Diploma por su obra “Bosquejo sobre la filosofía esotérica de las religiones de la antigüedad, la civilización aria” y Diploma y Medalla de Plata por su periódico científico y literario “El Instructor”.
           21. Socio del Instituto de Vizen, en Portugal.
           22. Miembro de la “American Health Association”, en Nueva York, 1892.
           23. Socio correspondiente de la “Sociedad humanitaria de Salvadores italianos”, de Nápoles, Italia.
           24. Socio correspondiente y promotor de la “Sociedad didascálica” de Roma, Italia.
           25. Socio efectivo de “La Estrella de Italia” Chieti.
           26. Socio Titular correspondiente del “Círculo Frentano, Científico, Literario y Artístico”, de Larino. Medalla de oro.
           27. Colaborador correspondiente de “El Enciclopédico”, de Larino.
           28. Socio correspondiente del Ateneo Caracense. Guadalajara, España.
           29. Corresponsal del “Centro Volapukista Francés” de París, España y Alemania.
           30. Socio Honorario y Vicepresidente de la “Sociedad Mexicana de Geografía y Estadística”.
           31. Corresponsal de la “Sociedad Mexicana de Historia Natural”.
           32. Miembro de la Royal Asiatic Society of Great Britain and Ireland.
           33. Miembro de la Buffalo Society of Natural Sciences, de Búfalo, N.Y.
           34. Miembro de la Sociedad Científica “Leopoldo Río de la Loza”, en México.
           35. Miembro de la Sociedad Astronómica, en México.
           36. Miembro de la Sociedad Filomática, en México.
           37. Socio de la Alianza Científica Universal. Asociación Internacional de Hombres de Ciencias, delegación México.
           38. Socio Titular de la Academia de Ciencias, en México.
           39. Presidente (segundo) de la Sociedad Indianista Mexicana, en México, 1910.
           40. Vicepresidente de la Sociedad Científica “Antonio Alzate”, en México.
           41. Medalla de Plata de 2.ª Clase y 3.er Premio por su trabajo “El juego y sus consecuencias bajo el punto de vista de la familia y la sociedad” otorgado por la Sociedad de Caballeros Salvadoreños de los Alpes Marítimos, en Niza.
           42. La Real Academia Fetrana, en Arezzo le otorgó Diploma y Medalla de plata de 1.ª clase como publicista lo de volissimo e benemerito.
           43. Miembro de la Academia Mexicana de la Lengua.
           44. Socio corresponsal del Centro Volapukista Español, Guadalajara, España.

## Obras publicadas
- Cantar de los Cantares, traducción heptaglota, 1889.
- Apuntes para el estudio de la higiene en Aguascalientes, 1892.
- Curso de raíces griegas, 1892.
- La enseñanza moral en las escuelas de párvulos. Primer periodo. Aguascalientes, Imprenta Políglota, 1892.
- Nociones de Anatomía Artística. 2.ª Edición corregida y aumentada. Aguascalientes. Tip. de Jesús Díaz de León, a cargo de Ricardo Rodríguez Romo, 1892.
- Disertación sobre la importancia del estudio de la agricultura en los establecimientos de instrucción pública, por el Dr. Jesús Díaz de León, leída el día 6 de septiembre, en la Sociedad de Geografía y Estadística. Aguascalientes. Tip. de Jesús Díaz de León, a cargo de Ricardo Rodríguez Romo. 1894.
- Apuntes para una Tesis sobre la Inmortalidad del Alma. Aguascalientes. Tip. de Jesús Díaz de León a cargo de Ricardo Rodríguez Romo. 1894.
- Compendio de Etnología General. 2.ª Edición. Aguascalientes, Tip. de Jesús Díaz de León a cargo de Ricardo Rodríguez Romo. 1895.
- Bosquejo sobre la filosofía esotérica de las religiones de la antigüedad. La civilización aria. Rama. Aguascalientes, Tip. de Jesús Díaz de León a cargo de Ricardo Rodríguez Romo. 1895.
- Nociones elementales de agricultura. París. Casa de la viuda de Charles Bouret. 1896.
- Apuntes para una carpología higiénica y terapéutica. Aguascalientes. Tip. de Jesús Díaz de León a cargo de Ricardo Rodríguez Romo. 1896.
- El cerebro y sus funciones. Principios de psicología basados en la anatomía de los centros nerviosos. Aguascalientes. Imp. de Ricardo Rodríguez Romo. 1897.
- La huerta y el jardín. París. Casa de la viuda de Charles Bouret. 1898.
- La selva y el prado. París. Casa de la viuda de Charles Bouret. 1898.
- El libro del hogar. París. Casa de la viuda de Charles Bouret. 1899.
- Curso de Raíces Latinas. Aguascalientes. Imp. de Ricardo Rodríguez Romo. 1900.
- Libro de lecturas sobre Lecciones de Cosas. Primer año Enseñanza Elemental. París. Casa de la viuda de Charles Bouret. 1904.
- Índice de los batracios que se encuentran en la República Mexicana arreglado por el doctor Jesús Díaz de León. Aguascalientes. Imp. de Ricardo Rodríguez Romo. 1904.
- Catálogo de los Mamíferos de la República Mexicana. Aguascalientes. Imp. Ricardo Rodríguez Romo. 1905.
- Historia natural aplicada. Traducción del francés de la obra de E. Caustier. París. Casa de la viuda de Charles Bouret. 1907.
- Concepto de indianismo en México. Estudio presentado por el Dr. Jesús Díaz de León en nombre de la Sociedad Indianista Mexicana. México. Tipografía de la viuda de F. Díaz de León. 1911.
- Lamentaciones de Jeremías. Traducción analógica del hebreo por el doctor Jesús Díaz de León. Aguascalientes. Imp. de Ricardo Rodríguez Romo. 1913.
- La Biblia y la astronomía. Sin pie de imprenta. 1914.
- La misión de Israel, traducción del hebreo en 1914.

- El vuelo de los animales. Folleto. (No se indica fecha)

- Estudios de etnología mexicana. Folleto (No se indica fecha)
- Crítica y Filológica de Neologismos y Tecnicismos. Conferencia en la Escuela Nacional Preparatoria. Folleto (No se indica fecha)
- La prisión de Hidalgo. Folleto. Estudio crítico de Historia Patria. (No se indica año de impresión ni impresor)
- Los trenos de Jeremías (Sic). Dedicado “al sabio historiógrafo Dr. Dn. Agustín Rivera con admiración respetuosa”. (No se indica año de impresión ni impresor)
- El primer versículo del Génesis. Folleto. (No se indica año de impresión ni impresor)
- Las hemorragias uterinas.  Esclerosis con existencia de tubérculos cancerosos. Publicados en el periódico “La Emulación” de Zacatecas. (No se indica año)
- Bautismo de lágrimas. Publicado en el periódico “El Renacimiento” de México. (No se indica año)
- La Gloria. Himilca. Publicados en el periódico “Bohemia” de México. (No se indica año)
- El ácido cítrico y los citratos. I tomo de 100 páginas. Historia natural y clínica de los citratos. (No se indica año de impresión ni impresor)
- El libro de Job. I tomo de 125 páginas. Traducción analítica del hebreo. (No se indica año de impresión ni impresor)
- Ensayos Etimológicos. I tomo de 450 páginas. (No se indica año de impresión ni impresor)[5]